# Твіржа (гміна)
Ґміна Твєрдза (пол. Gmina Twierdza) — колишня (1934—1939 рр.) сільська ґміна Мостиського повіту Львівського воєводства Польської республіки (1918—1939) рр. Центром ґміни було село Твєрдза.

1 серпня 1934 р. було створено ґміну Твєрдза у Мостиському повіті. До неї увійшли сільські громади: Арламовска Воля, Хоросніца, Крулін, Ліпнікі, Слабаш, Сломянка, Стояньце, Туліґлови, Твєрдза, Войковіце і Завадув.